# Andreas Orth
Andreas Orth (* 1957) ist ein deutscher Fernsehjournalist und Autor.

## Leben und Wirken
Orth studierte an der Hochschule für bildende Künste Hamburg. Von 1980 bis 1987 war er Redakteur bei der taz. Seit 1987 arbeitet er als Autor und Produzent für Sendungen wie Monitor, Abenteuer Wissen und Terra X (ZDF-Expedition). 1986 erschien sein Buch Krieg der Sterne: ein amerikanischer Traum für Europa 1997 erhielt er einen Ernst-Schneider-Preis in der Kategorie Hörfunk.

## Filme
Quelle: Green Screen Naturfilmfestival
- 2009: Stinkende Schiffe – Wenn Containerschiffe die Luft verschmutzen
- 2012: Die Sturmflutbändiger
- 2012: Land unter: Sturmflut im Alltag
- 2012: Feuermänner Kampf gegen Chemie
- 2014: Alles öko auf dem Traumschiff?
- 2014: STERNENPARK
- 2016: Unser Trinkwasser in Gefahr
- 2019: 45 min – Dreckige Luft vom Traumschiff?
- 2025: Krieg der Zukunft: Kampf am Boden[4]